# 伊陶苏
伊陶苏是巴西戈亚斯州的一个市镇。总面积383.682平方公里，总人口8170人，人口密度21.3人/平方公里。